# Château des Seigneurs de la Brigue
Le château de La Brigue, ou château Lascaris, est un château du XIVe siècle de La Brigue édifié par une branche de la famille de Vintimille. Le château est inscrit au titre des monuments historiques par arrêté du 2 février 1949.

## Historique
La Brigue a fait partie du comté de Vintimille appartenant à la maison de Vintimille. Les comtes de Vintimille contrôlaient alors les vallées de la Roya, de la Bévéra, de la Nervia et de la partie supérieure de la vallée de la Vésubie après la fin de l'occupation par les Sarrasins. Le comté a d'abord été géré par la famille de Vintimille en indivision. 
Après avoir reçu la reconnaissance de leurs statuts par le comte de Vintimille Gui Guerra, en 1157, son frère Otton II essaya d'imposer ses droits. Les habitants de Vintimille se sont révoltés contre lui en 1185. En 1157, le comte Gui Guerra avait donné à la république de Gênes les places de Breil, Saorge et Tende et se reconnaît vassal de la république pour ces places. Gênes va se retourner contre la commune de Vintimille qu'elle va placer sons son contrôle par un acte du juin 1251. Pour résister à cette tentative de Gênes, les villes de Tende, La Brigue, Saorge et Breil décidèrent de s'unir en ne reconnaissant que les droits des comtes de Vintimille. Face à Gênes, un membre de la famille de Vintimille décida de reconnaître la suzeraineté des comtes de Provence. Le 23 février 1258, Guillaume II cède au comte de Provence Charles Ier, les droits qu'il détenait sur Gorbio, La Brigue, Tende, Castellar, Sainte-Agnès, Castillon, le val de Lantosque, sous promesse d'un échange d'une terre. L'année suivante, Boniface de Vintimille cède au comte de Provence ses droits sur Breil, Saorge et le château de Sospel. 
Malgré ces accords, Tende et La Brigue vont rester sous le contrôle de la famille de Vintimille comme l'a constaté en 1262 un accord de limite des territoires établi entre le comte de Provence et la république de Gênes. La branche des Vintimille-Tende va prendre le nom de Lascaris après le mariage de Guillaume-Pierre Ier de Vintimille (1257-1282), seigneur de Tende et de La Brigue (1253-1283) avec Eudoxie Lascaris, le 28 juillet 1261.
À la mort du comte Guillaume-Pierre II, comte de Tende, en 1369, ses biens sont partagés entre ses enfants, conformément à son testament. Tende et La Brigue se trouvant dans deux lots différents, il y a eu création de deux branches des Lascaris, celle des seigneurs de Tende et celle des seigneurs de La Brigue.
C'est cette branche cadette des Lascaris qui a construit le château, entre 1376 et 1379
Quand, en 1388, le comte de Savoie Amédée VII se rend à Nice, il a promis à ses nouveaux sujets de lutter contre le brigandage des seigneurs de Tende et de La Brigue qui gêne les communications entre Nice et le Piémont.
Le 22 décembre 1406, Jean, Pierre et Rainier Lascaris, coseigneurs de La Brigue rendent l'hommage au comte de Savoie Amédée VIII devant Georges de Drua, juge de Nice, à Breil.
Le 3 juillet 1426, les héritiers du poète Louis Lascaris, fils de Pierre-Guillaume II, vendaient au comte de Savoie leur héritage, à savoir, le tiers de La Brigue et le sixième de Limone.
En 1543, on a ajouté au corps de logis des petits bastions aux angles. Le 20 juillet 1564, un tremblement de terre ayant son épicentre dans la vallée de la Vesubie a partiellement détruit le château.
Le château a résisté à une attaque génoise en 1625. L'association Patrimoine et Traditions Brigasques a retrouvé dans les archives un croquis du château dessiné en 1656 par le capitaine Morello pour le duc de Savoie.
Pendant la Révolution, des combats ont lieu dans la Haute-Roya à partir de 1793. Le général Rusca aidé de Masséna déloge les Sardes de La Brigue le 28 avril 1794. Le château est incendié par les troupes françaises.
La mairie de La Brigue entreprend les travaux de dégagement du château en 1993. L'Association « Patrimoine et Traditions Brigasques » s'est engagée dans cette opération de nettoyage et de consolidation du château à partir de 1995.